# アミラル・ボーダン級戦艦
| アミラル・ボーダン級戦艦        | アミラル・ボーダン級戦艦 |
| ------------------------------- | --- |
| イラストは2番艦フォルミダブル   | |
| 艦級概観                        | |
| 艦種                            | 戦艦 |
| 艦名                            | 人名 |
| 前級                            | アミラル・デュプレ |
| 次級                            | オッシュ |
| 性能諸元（括弧内は2番艦のもの） | |
| 排水量                          | 常備：11,720トン |
| 全長                            | 106.7m 104.6m（水線長） |
| 全幅                            | 21.2m |
| 吃水                            | 8.3m |
| 機関                            | 型式不明石炭専焼円筒缶12基 +直立2段膨張式レシプロ2基2軸推進 |
| 最大出力                        | 9,000hp |
| 最大速力                        | 16.0ノット |
| 航続距離                        | 10ノット/2,800海里 |
| 燃料                            | 800トン（石炭） |
| 乗員                            | 650名 |
| 兵装                            | 1875年型 37 cm（28口径）単装砲3基（1896年：2基） 1884年型 16 cm（30口径）単装砲4基 1881年型 14 cm（28口径）単装砲8基 47 mm回転式機関砲12～18基 35 cm水上単装魚雷発射管4～6門 |
| 装甲（鉄製）                    | 舷側：360～550 mm 甲板：10mm バーベット：450mm |

アミラル・ボーダン級戦艦（アミラル・ボーダンきゅうせんかん、Amiral Baudin class）は、フランス海軍が建造した前弩級戦艦の艦級である。フランスの主力艦では初めて全主砲を中心線上に配置した艦である。

## 概要
本艦は前級である「アミラル・デュプレ」の改良型であるが、フランスの機関製造技術が高まり、機関だけで外洋航行できる初の戦艦となった。

## 艦形と武装

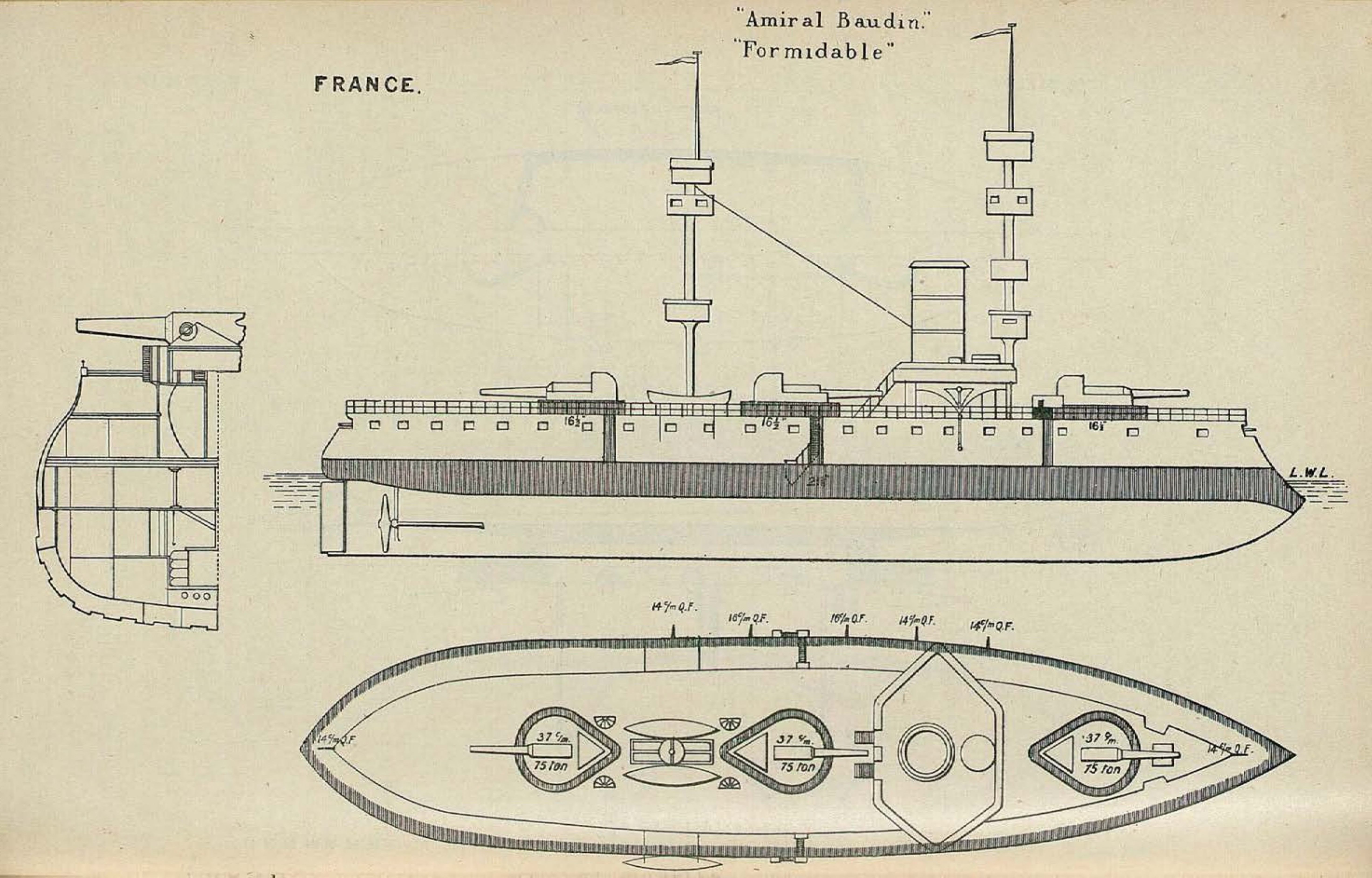
竣工後当時の本級の武装・装甲配置を示した図。

船体の基本形状は前艦と同じく艦首水面下に衝角をもつ乾舷の高い船体を持つ点は前艦と同じであるが特筆すべきは本級から竣工時から帆走を全廃しており、前後にミリタリー・マストを装備している。ミリタリーマストとはマストの上部あるいは中段に軽防御の見張り台を配置し、そこに37mm～47mmクラスの機関砲(速射砲)を配置した物である。これは、当時は水雷艇による奇襲攻撃を迎撃するために遠くまで見張らせる高所に対水雷撃退用の速射砲あるいは機関砲を置いたのが始まりである。形状の違いはあれどこの時代の列強各国の大型艦には必須の装備であった。
本艦のミリタリーマストは頂部には2段の見張り台があり、2段目に47mm回転式機砲が4基が配置され、後部ミリタリーマストも同形式で計4基が配置されたが後に甲板上にも47mm回転式機砲が増設され18基となった。また、「アミラル・デュプレ」は2本煙突あったが、本級は大型の1本煙突とされた。
そして、本級の特徴は舷側砲郭部に主砲を配置する従来のフランス装甲艦とは違い、本級は甲板上に竣工時から主砲を配置する形式を採用している。これにより主砲は広い射角を得られると同時に、水面から高位置に配置されるために波浪の影響を受けにくくなった。主砲は「アミラル・デュプレ」の34cm後装式砲でさえイギリスの同種艦を口径で凌駕していたが、本級では「1875年型 37cm（28口径）砲」を採用しリードした。無論、イギリスやイタリアでもフランス艦を超える口径の艦砲の搭載はあったが、それは帆船時代を思わせる旧式な前装式でしかなく、発射速度では本級の持つ37cm後装式砲に及ぶ物ではなかった。
これを、バーベット上に配置するのは「アミラル・デュプレ」と同じであるが、旧来の搭載方法では外洋航行時にバーベット内に波浪が吹き込む問題があったので本級では中口径砲の砲弾に耐える装甲カバーを被せた。主砲は前部甲板に1基、中央甲板に前向きに1基、後部の甲板に後ろ向きに1基計3基を配置した。他に近接攻撃用に「1884年型 16cm（30口径）砲」を単装砲架で4基を舷側の砲郭部に片舷2基ずつ配置、「1881年型 14cm（28口径）砲」を単装砲架で8基を艦首と艦尾に1基ずつ、舷側に片舷3基ずつ配置した。この配置により前後方向に最大34cm砲1門・27cm砲3門・16cm砲2門、14cm砲1門、左右方向に最大34cm砲3門・16cm砲2門・14cm砲3門を指向する事が出来た。他に対艦攻撃用に35cm単装魚雷発射管を4門から後に6門装備した。

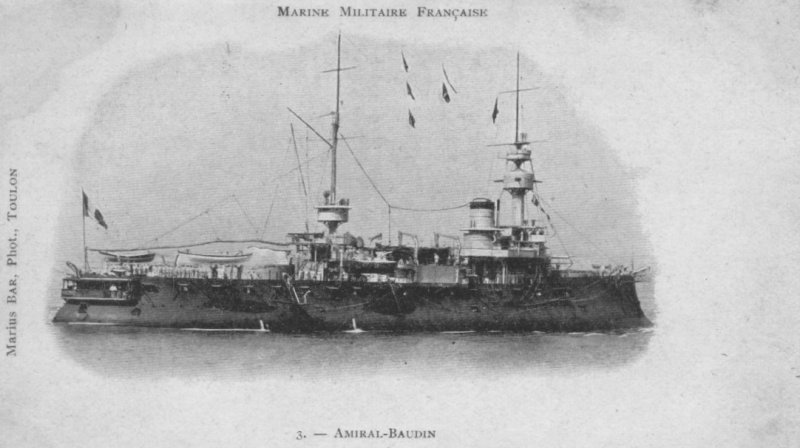
近代化改装後のアミラル・ボーダン

本級は竣工後の1896年に近代化改装が行われ、3基の主砲のうち中央部の2番主砲をバーベットごと撤去され、跡地には舷側に配置されていた16cm砲を甲板上に新たに設けられた砲郭部に配置しなおされた。砲郭部の上は艦載艇置き場となり、片舷2基ずつ計4基のグース・ネック（鴨の首型）クレーンにより運用された。この改装で後部ミリタリーマストは小型化され、露天式の前部艦橋は密閉型の航海艦橋とブリッジ（船橋）が新たに設けられ外観が前弩級戦艦に近くなった。

## 機関
本艦に搭載された主機関は船体中央部の主要防御区画内部に配置した石炭専焼円筒缶8基に水平型2段膨張式レシプロ機関2基2軸推進で変わらないが、最大出力は前艦「アミラル・デュプレ」の5,700馬力から9,000馬力へと大幅に強化された。そのため、前級よりも太い船体形状にもかかわらず速力は難なく16ノットを発揮できた。石炭を800トン満載状態で10ノット巡航で2,800海里を航行することが出来た。

## 同型艦
- アミラル・ボーダン：1879年2月起工、1883年6月1日進水、1889年1月21日竣工。1909年除籍。
- フォルミダブル：1879年1月起工、1885年4月16日進水、1888年12月29日竣工。1913年除籍。

## 参考図書
「世界の艦船増刊　フランス戦艦史」（海人社）